# Ilha Brampton
A ilha de Brampton localizasse em Queensland, Austrália. Fica dentro da Grande Barreira de Coral, um patrimônio mundial da Humanidade, e sua maioria forma o Parque Nacional das Ilhas Brampton, no entanto, há também um resorte. Seu ponto mais alto é Brampton Peak, 214 m acima do nível do mar.